# Fabien Gabel
Fabien Gabel (Parigi, 10 settembre 1975) è un direttore d'orchestra francese.

## Biografia
Nato in una famiglia di musicisti (il padre trombettista e la madre arpista), iniziò a studiare la tromba all'età di sei anni. Studiò prima alla Hochschule für Musik Karlsruhe, poi al Conservatorio Nazionale di Musica e Danza di Parigi.
Nel 2002 Fabien Gabel studiò direzione d'orchestra con David Zinman all'Aspen Summer Music Festival in Colorado. Dal 2002 al 2005 ha ricoperto il ruolo di assistente direttore dell'Orchestre national de France con Kurt Masur. Dopo aver vinto il concorso di direzione Donatella Flick nel 2004, ha diretto la London Symphony Orchestra per due stagioni al Barbican Centre come assistente direttore dell'orchestra.
Il 1º dicembre 2011 viene nominato direttore musicale dell'Orchestra Sinfonica del Québec.

## Discografia
- "Ne Me Refuse Pas" con Marie-Nicole Lemieux e l'Orchestre national de France (Naïve)
- Opere di Lucien Guérinel con l'Orchestre national de France
- Opere di Saint-Saens e Ciajkovskij per violoncello e orchestra con Stéphane Tetreault e l'Orchestra sinfonica del Québec (Analekta)
- Čajkovskij e Rachmaninov con Natasha Paremski e la Royal Philharmonic Orchestra
- Fabien Gabel ha registrato opere di Philippe Capdenat, Lucien Guerinel e Jean-Philippe Bec

## Premi ed onorificenze
- 1º premio di tromba nel 1996 dal Conservatoire national supérieur de musique et de danse de Paris
- 1º premio al Concorso di direzione Donatella Flick a Londra, novembre 2004
- Premio dell'Académie Charles Cros nel 2011